# Loka, Šentjernej
Loka je naselje v Občini Šentjernej.